# Верхняя Акберда
Верхняя Акберда (баш. Үрге Аҡбирҙе)  — упразднённая в 2006 году деревня  в Зианчуринском районе Республики Башкортостан Российской Федерации. Входила на момент упразднения в состав Каргалинского сельсовета (с 2008 года территория  Суренского сельсовета). 

## Топоним
Ойконим связан с географическим реалиями (положением на реке относительно соседних деревень Нижняя Акберда) 

## География
Находится на реке Акберде, при впадении притока Краир.

### Географическое положение
Расстояние до: 
- районного центра (Исянгулово): 31 км,
- центра сельсовета (Верхний Муйнак): 14 км.

## История
Упразднена Законом Республики Башкортостан от 29.12.2006 N 404-з «О внесении изменений в административно-территориальное устройство Республики Башкортостан в связи с объединением, упразднением, изменением статуса населённых пунктов и переносом административных центров» (ст.1, п. 3).

## Население
| 2002 |
| ---- |
| 16   |

### Национальный и гендерный состав
Согласно переписи 2002 года, из 16 жителей по	8 мужчин и женщин,  
преобладающая национальность — русские (37 %)